# Agromyza sahyadriae
Agromyza sahyadriae este o specie de muște din genul Agromyza, familia Agromyzidae, descrisă de Ipe în anul 1971. Conform Catalogue of Life specia Agromyza sahyadriae nu are subspecii cunoscute.